# 山槐
山槐（学名：Albizia kalkora）是豆科合欢属的植物。分布于印度、越南、缅甸以及中国大陆的西北、华北、华东、华南等地，生长于海拔300米至2,200米的地区，多生长在山坡灌丛中和疏林中，目前已由人工引种栽培。

## 别名
山合欢（中国高等植物图鉴） 白夜合（江西） 马缨花

## 异名
- Albizia duclouxii Gagnep.
- Albizia macrophylla (Bunge) P. C. Huang
- Albizia simeonis Harms